# Пересічанська волость
Пересечанська волость — адміністративно-територіальна одиниця Харківського повіту Харківської губернії.
На 1862 рік до складу волості входили:
- село Пересічне;
- село Гаврилівка;
- село Синьолицівка;
- село Пісочин;
- хутір Надточій;
- хутір Гуки;
- поселення Куряж;
- село Підмонастирський подвірок;
- хутір Кремінний;

Найбільші поселення волості станом на 1914 рік:
- село Пісочин — 1834.
- село Пересічне — 5400.
- село Синьолицівка — 1782.
- село Гаврилівка — 2687.

Старшиної волості був Золотарев Федір Федорович, волосним писарем — Звєрев Петро Тарасович, головою волосного суду — Книженко Герасим Онікієвич.